# Nikiána
Nikiána (Nikiana) är en ort i Grekland.   Den ligger i prefekturen Lefkas och regionen Joniska öarna, i den centrala delen av landet, 270 km väster om huvudstaden Aten. Nikiána ligger 1 meter över havet och antalet invånare är 724. Den ligger på ön Lefkas.
Terrängen runt Nikiána är varierad. Havet är nära Nikiána åt sydost.  Närmaste större samhälle är Lefkáda, 7,9 km norr om Nikiána. 